# Yuichi Hibi
Yuichi Hibi (日比遊一, Hibi Yūichi) (né en 1964 à Nagoya) est un photographe japonais qui vit et travaille à New York.

## Biographie
Avant de s'installer aux États-Unis, Hibi suit une formation comme acteur et réalisateur de cinéma au Japon. En 1988, Hibi s'installe à New York, sachant très peu l'anglais, pour poursuivre sa carrière d'acteur. Pour lui, la ville est sombre, sale et aliénante à l'image du New York de Taxi Driver et Midnight Cowboy, films rudes qu'il a vu adolescent au Japon. En tant qu'expatrié, il se trouve être un « outsider » naturel de la culture dont il essaye de faire partie. Il commence à faire des photos et dans ce travail, il évoque un sentiment de nostalgie, d'isolement et de compréhension des choses qui sont souvent négligées. Il retourne au Japon au début des années 1990 pour trouver que tout ce qu'il a autrefois connu a changé, lui y compris. Il continue à photographier au Japon avec une similaire nuance de « film noir ». Ces photos de New York et du Japon sont publiées par Nazraeli Press en 2005 dans une monographie intitulée Imprint.
En 2008, Nazraeli Press publie une monographie de Yuichi Hibi intitulée Neco. Depuis de nombreuses années, Hibi photographie des chats au repos, en train de jouer ou de chasser. Il ne documente pas simplement les chats, il capture l'essence de l'« être félin ».
Le travail photographique de Hibi est exposé à l'échelle nationale et internationale. Pendant ce temps, Hibi continue à chercher des rôles dans la réalisation de films. En 2001, il réalise un documentaire sur le photographe Robert Frank, Un week-end avec M. Frank. Un livre d'accompagnement est publié par Nazraeli press à l'automne 2006 dans le cadre de leur série One Picture Book.

## Expositions personnelles
- 2001 : Marvelli Gallery, New York
- 2001 : Gallery Space Sushiden, New York
- 2003 : Zero Hour, Marvelli Gallery, New York, New York
- 2004 : Staton-Greenberg Gallery, Santa Barbara
- 2006 : Gallery 339, Philadelphie
- 2006 : Michael Dawson Galley, Los Angeles
- 2006 : Onishi Galley, New York
- 2007 : Art Labor Gallery, Shanghai, Chine
- 2009 : Neco, Michael Dawson Gallery, Los Angeles
- 2009 : Neco, Gallery 339 (en), Philadelphie
- 2013 : Salt of the Earth, Berlin

## Expositions de groupe
- 1993 : Monique Goldstrom Gallery, New York
- 1993 : Center for the Arts “Collectors’ Choice”, St. Petersburg, Floride
- 2001 : Dream Street, SEPIA International Inc., New York
- 2002 : The Armory Photography Show, New York
- 2002 : Land, Staton-Greenberg Gallery, Santa Barbara
- 2003 : The Gift Show, Staton-Greenberg Gallery, Santa Barbara
- 2003 : Faces, SEPIA International Inc., New York
- 2006 : PHOTO-LA, Los Angeles
- 2006 : AIPAD-NY, New York
- 2007 : PHOTO-LA, Los Angeles
- 2007 : AIPAD-Miami, FL
- 2007 : Branching Out, SEPIA International Inc., New York
- 2008 : Ten : Gifts of SBMA Photo Futures, Santa Barbara Museum of Art, CA
- 2008 : PARIS PHOTO
- 2008 : Book Dummies, Education Galleries, ICP, New York
- 2008 : Accrochage, Fifty-One Fine Arts, Anvers, Belgique
- 2009 : 9 Years, Fifty-One Fine Arts, Anvers, Belgique

## Filmographie

### Comme réalisateur
- 2019 : Erika 38 (エリカ38?)